# Honoré Traoré
Honoré Traoré (ur. 28 września 1957 w Dédougou) – burkiński generał, pełniący obowiązki prezydenta Burkiny Faso od 31 października do 1 listopada 2014. 

## Prezydent
28 października 2014 wybuchła fala zamieszek i protestów na terenie całego kraju, głównie w stolicy – Wagadugu. Przyczyną wystąpień było rozpoczęcie przez rząd pracy nad nowelizacją prawa umożliwiającą ubieganie się prezydenta Blaise Compaoré o kolejne kadencje. 30 października 2014 miały miejsce najliczniejsze manifestacje. Tego samego dnia prezydent Blaise Compaoré ogłosił wprowadzenie stanu wyjątkowego, zdymisjonował rząd Luca-Adolpha Tiao i rozwiązał parlament. Wkrótce później poinformowano, że Compaoré wyjechał do Senegalu i zaapelował do obywateli o spokój. Działacz opozycyjny Emile Pargui Pare określił, że w Burkina Faso ma miejsce czarna wiosna (w nawiązaniu do Arabskiej Wiosny). 31 października 2014 w telewizyjnym oświadczeniu Blaise Compaoré ogłosił swoją rezygnację ze stanowiska prezydenta i przekazał władzę generałowi Honoré Traoré jako dowódcy sił zbrojnych. Objęcie przez niego tego stanowiska spotkało się ze sprzeciwem wśród niektórych środowisk opozycyjnych, które przypominały długotrwałą współpracę pomiędzy generałem a prezydentem oraz jego lojalność wobec dawnej głowy państwa. 1 listopada 2014 cieszący się większym poparciem społecznym podpułkownik Isaac Zida dostał poparcie armii do objęcia funkcji tymczasowej głowy państwa.